# Horský hotel Kráľova Studňa
Horský hotel Kráľova Studňa je horský hotel a turistická ubytovna pod vrchem Kráľova studňa na Velké Fatře v nadmořské výšce 1277 m. Zařízení s celoročním provozem se nachází na cestě hrdinů SNP a dostupné je i cestou z Dolného Harmance.
Hotel začal fungovat v roce 1957 a v roce 2007 byl zrekonstruován. V současnosti nabízí ubytování v 16 pokojích (2, 3, 4 a 6 lůžkových) a 3 apartmánech v hotelové části nebo v 3 turistických pokojích. Pro nejnáročnější je k dispozici královský apartmán s vířivou vanou, krbem a velkou postelí.
Slouží jako cíl vysokohorských túr i východisko pro výstupy na hlavní hřeben a vrchy (Krížna, Ostredok či Ploská).

## Přístup
- Po  značce (turistická magistrála Cesta hrdinů SNP) z Kráľovy studně, resp. ze sedla Malý Šturec
- Po  značce po silnici Bystrickou dolinou z Dolného Harmance